# Can Ricastell
Can Ricastell és una obra del municipi de Tordera (Maresme) inclosa en l'Inventari del Patrimoni Arquitectònic de Catalunya.

## Descripció
Es tracta d'una masia a la que s'han adjuntat diferents cossos defugint la tradició coneguda de les masies. Té dues plantes, baixos i pis, amb tres cossos agrupats formant angles esglaonats en el pla general.
El primer cos, a l'esquerra, té la simplicitat de l'obra, i el del mig és el més interessant perquè la façana lateral amb frontó té una porxada de sis arcades aproximadament d'un metre de llum que li donen un gran aspecte. El portal es troba a la façana lateral i té, a més, el tercer elements construït, el qual forma un angle pel pati.
És un conjunt poc usual al Maresme. Als conreus de la casa, a la vora de la riera de Vallmanya, hi ha una sínia i uns petits aqüeductes per conduir l'aigua.
Sistema hidràulic:
Sínia i canalitzacions d'aigua situades al bell mig de la Vall de Vallmanya, no gaire lluny de la riera de Can Burgada. Aquesta zona es caracteritza per tenir una freqüència pluviomètrica força baixa. Malgrat tot, el terreny, per les seves característiques i la proximitat de la Tordera i els rierals de la mateixa xarxa, permet obtenir aigua a través de l'excavació de pous. És freqüent veure canalitzacions travessar els camps que es troben a banda i banda de la vall de Vallmanya. En aquesta zona també és freqüent veure grans basses d'aigua a la proximitat de les cases, anomenades a la zona "safareigs", que fan la feina de la cisterna.